# Karel Hildprandt
Karel Hildprandt (20. listopadu 1894 Blatná – 20. ledna 1975 Strakonice) byl český malíř a šlechtic z rodu Hildprandtů z Ottenhausenu. V září 1939 podepsal prohlášení české a moravské šlechty. Zatímco jeho příbuzní postupně opustili komunistické Československo, on zůstal v Čechách až do smrti.

## Životopis

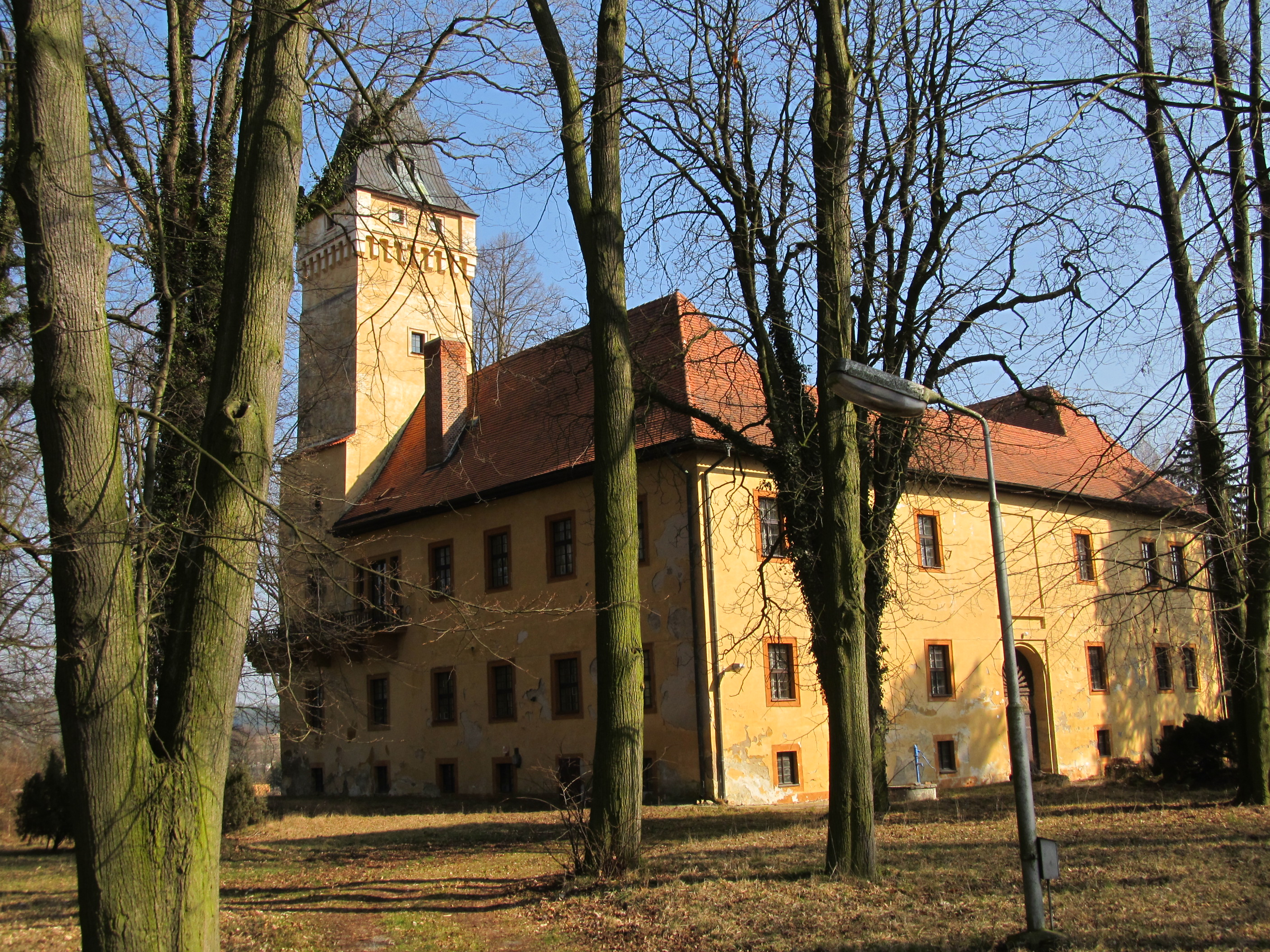
Zámek Škvořetice

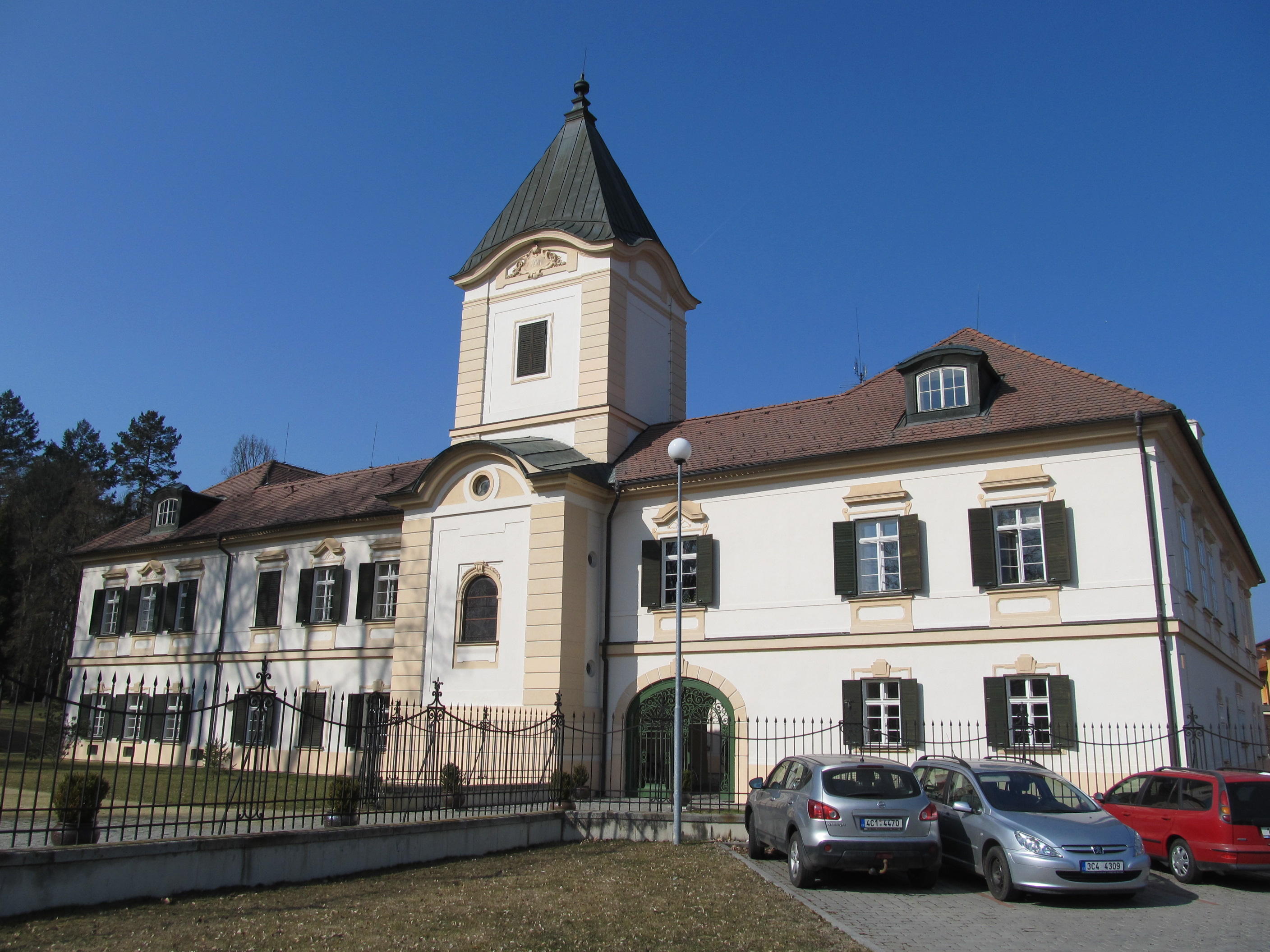
Zámek Osek

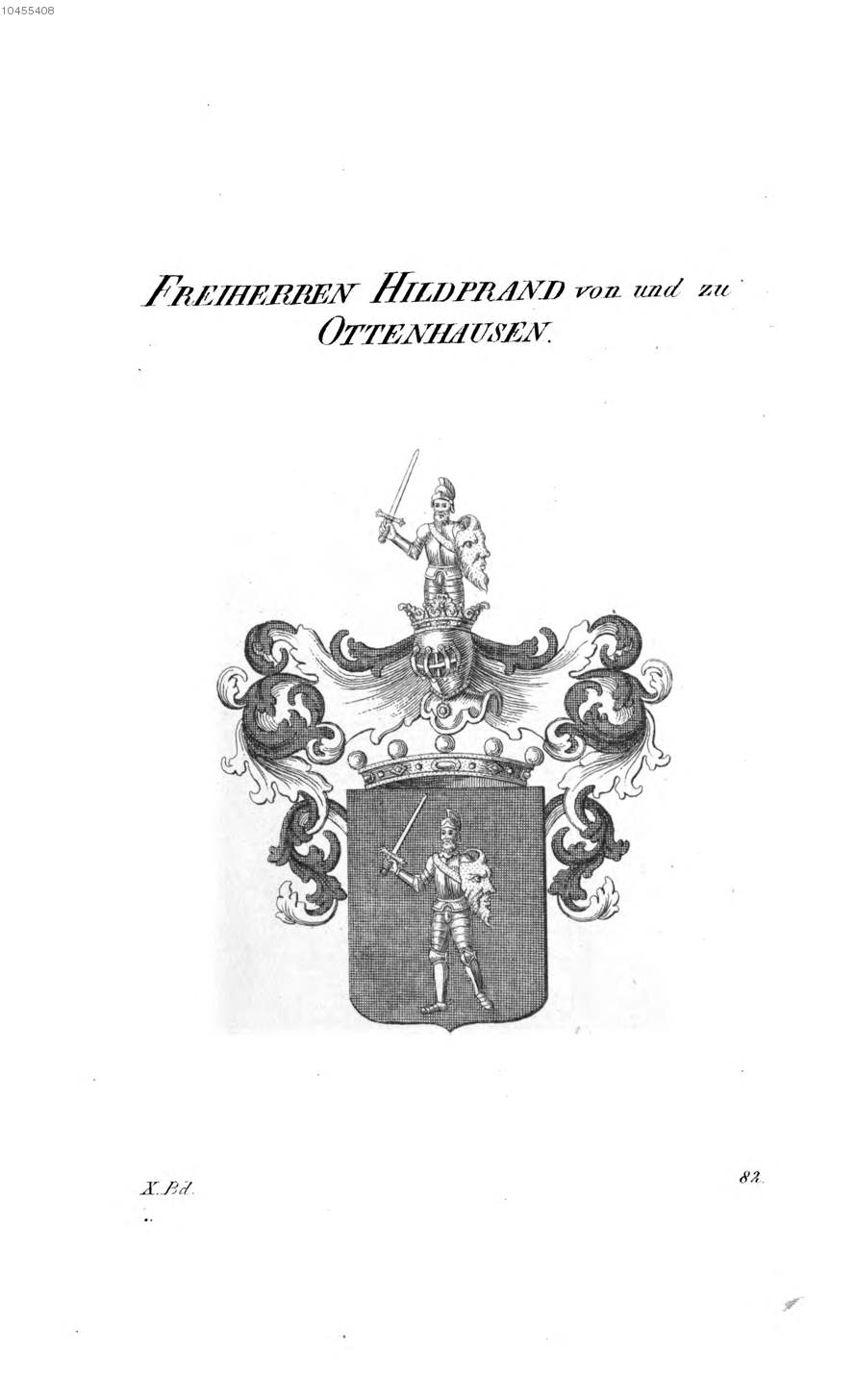
Erb Hildprandtů z Ottenhausenu

Narodil se jako druhý syn Ferdinanda Karla Hildprandta z Ottenhausenu (1863–1936), c. k. komorníka a nadporučíka v záloze, a jeho manželky Josefiny, roz. z Thun-Hohensteinu (1872–1939). Měl tři bratry – Roberta (1893–1974), Jindřicha (1895–1968) a Bedřicha (1902–1981). 
Absolvoval gymnázium v Písku. V době Rakousko-uherské monarchie byl c. k. důstojníkem dragounů. Stal se malířem, ale neměl akademické vzdělání, učil se soukromě. Maloval portréty, krajinné scenérie a přírodní motivy z Blatenska i ze svých zahraničních cest, dále pak lovecké výjevy. Napsal krátkou knihu vzpomínek Přátelé a jiné drobnosti, kniha vyšla v roce 1921. K nim přibyly ještě knihy Z mých lesů a Bez slunce (1923).
Oženil se 13. srpna 1919 v Oseku s Marií, zvanou Mimi von Daubek (22. listopadu 1893 Osek – 20. dubna 1935 Praha-Bohnice), dcerou Eduarda rytíře von Daubek ml. (1844–1912) a jeho manželky Marie Němečkové (1866–?). Choť přinesla do rodiny statek a zámek Osek, zemřela však už ve věku 41 let. Manželství zůstalo bezdětné.
Po otci zdědil statek a zámek Škvořetice. Za druhé světové války přepsal statek Škvořetice na svého synovce Ferdinanda (1920–1942), nejstaršího syna staršího bratra Roberta, aby chlapec nemusel na frontu. To ovšem nepomohlo a Ferdinand padl v Ilinovce v Rusku.
On i jeho tři sourozenci podepsali prohlášení české a moravské šlechty ze září 1939 a v době nacistické okupace se přihlásili k českému národu.
Po komunistickém převratu v roce 1948 mu byl zkonfiskován majetek, z Československa však neodjel. Bydlel a tvořil v ateliéru ve staré škole ve Škvořeticích a přivydělával si prodejem svých obrazů.
Zemřel v roce 1975 v nemocnici ve Strakonicích, 25. ledna 1975 byl v tichosti pohřben v Radomyšli. Komunistický režim nedovolil, aby bylo jeho tělo uloženo v rodinné hrobce v Paštikách. Teprve po Sametové revoluci tam jeho ostatky mohly spočinout.
V roce 1984 byla ve škvořetickém kulturním domě uspořádána čtrnáctidenní výstava Hildprandtových obrazů. S výstavou pomohl také škvořetický malíř Miloslav Pešek, který se u Karla Hildprandta de facto vyučil. Vystaveno bylo 95 obrazů a na výstavu přišlo 478 návštěvníků.
Některá díla Karla Hildprandta a jeho bratra Jindřicha jsou vystavena na zámku v Blatné.